# Maris Pfeiffer
Maris Pfeiffer (* 3. November 1962 in Düren) ist eine deutsche Filmregisseurin.

## Leben
Maris Pfeiffer verbrachte große Teile ihrer Kindheit in  São Paulo, studierte an der Hochschule für Fernsehen und Film in München Dokumentarfilm, schob ein Jahr an der Columbia University New York im Bereich  Drehbuchschreiben ein, lehrte als Dozentin an der HFF München und an der Filmakademie Baden-Württemberg im Fach Regie und war 2017 bis 2022 nebenberuflich  Professorin für Spielfilm an der Kunsthochschule für Medien Köln (KHM).
Maris Pfeiffer ist Mitglied im Bundesverband Regie (BVR).

## Filmografie

### Drehbuch
- 1993: Neues Deutschland
- 2000: Lieb mich!
- 2002: Eine außergewöhnliche Affäre
- 2009: Ein starkes Team: Die Schöne vom Beckenrand

### Regie
- 1993: Neues Deutschland
- 1995: Küß mich!
- 1997: Freunde wie wir (mehrere Folgen)
- 1999: Die Liebesdienerin
- 2000: Lieb mich!
- 2002: Eine außergewöhnliche Affäre
- 2002: Ein starkes Team: Kinderträume
- 2003: Ein starkes Team: Das große Schweigen
- 2005: Das Schwalbennest
- 2005: Liebe Amelie
- 2006: Stubbe – Von Fall zu Fall: Verhängnisvolle Freundschaft
- 2006: Ein starkes Team: Zahn um Zahn
- 2007: Meine böse Freundin
- 2008: Tatort: Verdammt
- 2008: Das Duo – Sterben statt erben
- 2008: Tatort: Brandmal
- 2009: Tatort: Mit ruhiger Hand
- 2010–2011 SOKO Leipzig (mehrere Folgen)
- 2011: Kommissarin Lucas – Am Ende muss Glück sein
- 2012: Ein starkes Team: Eine Tote zuviel
- 2012: Die Chefin (zwei Folgen)
- 2013: Der Tote im Watt
- 2014: Mord am Höllengrund
- 2015: Schuld nach Ferdinand von Schirach (Folgen eins bis drei von sechs Folgen)
- 2015: Der Pfarrer und das Mädchen
- 2016: Ein starkes Team: Tödliche Botschaft
- 2018: Polizeiruf 110: Starke Schultern
- 2018: Tatort: Tod und Spiele
- 2018: Getrieben
- 2020: Ein starkes Team: Parkplatz bitte sauber halten
- 2020: Der Usedom-Krimi: Schmerzgrenze
- 2021: Tatort: Wunder gibt es immer wieder
- 2022: Der Bozen-Krimi: Familienehre
- 2023: Tod am Rennsteig – Auge um Auge
- 2023: München Mord: Der gute Mann vom Herzogpark (Fernsehreihe)
- 2024: München Mord: A saisonale G’schicht (Fernsehreihe)